# Airblue-vlucht 202
Airblue-vlucht 202 was een passagiersvlucht die op 28 juli 2010 verongelukte bij de Pakistaanse hoofdstad Islamabad, met 152 doden tot gevolg. Het was het dodelijkste luchtvaartongeval in de Pakistaanse geschiedenis.
De vlucht, uitgevoerd door de Pakistaanse maatschappij Airblue met een tien jaar oud vliegtuig van het type Airbus A321-231, had 146 passagiers en zes bemanningsleden aan boord en was op weg van de luchthaven Jinnah in Karachi in het zuiden van het land naar de luchthaven Benazir Bhutto bij Islamabad, toen het toestel kort voor de landing ten noorden van de hoofdstad tegen een berg vloog. Alle 152 inzittenden kwamen om het leven.
Het vliegtuig was om 6:50 uur lokale tijd opgestegen uit Karachi. Om 9:43 uur, de landing was toen reeds ingezet, ging het contact met de controletoren verloren. De omstandigheden tijdens de landing waren mistig en regenachtig. Na de crash brak brand uit en ontstond veel rookontwikkeling.
Hoewel in eerste instantie bericht werd over enkele of zelfs tientallen overlevenden, werd later op de dag van de crash duidelijk dat geen enkele van de inzittenden de ramp had overleefd. Onderstaande tabel geeft een overzicht van de nationaliteiten van de slachtoffers:
| Nationaliteit    | Passagiers | Bemanning | Totaal |
| ---------------- | ---------- | --------- | ------ |
| Australië        | 1          |           | 1      |
| Pakistan         | 141        | 6         | 147    |
| Duitsland        | 1          |           | 1      |
| Somalië          | 1          |           | 1      |
| Verenigde Staten | 2          |           | 2      |
| Totaal           | 146        | 6         | 152    |